# Paraszka
Paraszka – góra na Ukrainie, w Beskidach Wschodnich o wysokości 1268,5 m n.p.m. Znajduje się w Parku Narodowym „Beskidy Skolskie” i jest jego najwyższym szczytem.
Współrzędne szczytu: 49°4′10″ N, 23°24′51″ E. Znajduje się w odległości 8 km na północny zachód od miejscowości Skole. Na szczycie znajduje się pamiątkowy kamień.
U podnóża Paraszki biorą swój początek dopływy rzek Opór i Stryj. 